# Niccolò Niccoli
Niccolò Niccoli of Niccolò de' Niccoli (Florence, 1364 – aldaar, 1437) was een Italiaanse humanist uit de renaissance.
Hij werd geboren en stierf in Florence, en was een van de belangrijkste figuren in het gezelschap van andere geleerde mannen die Cosimo de Medici als mecenas om zich heen verzamelde. Niccoli's belangrijkste bijdrage aan de klassieke literatuur bestond in zijn werk als kopiist en verzamelaar van oude manuscripten. Hij corrigeerde de teksten, deelde de hoofdstukken in en maakte inhoudstafels. Veel van de meest waardevolle manuscripten in de Biblioteca Medicea Laurenziana zijn van zijn hand, waaronder die van Lucretius en van twaalf komedies van Plautus. Hij wordt ook beschouwd als de uitvinder van de cursieve letter, ook wel bekend als italic of cancelleresca. 